# Sergey Lagodinsky
Sergey Lagodinsky (Сергей Лагодинский), né en Russie le 1er décembre 1975 à Astrakhan, est un homme politique allemand. Membre de l'Alliance 90/Les Verts (Die Grünen). Il est élu député européen en 2019.